# Cúp quốc gia Wales 1987–88
 Cúp quốc gia Wales 1987-88 với đội vô địch là Cardiff City. Trận chung kết diễn ra trên sân Vetch Field ở Swansea với 5,465 khán giả.

## Bán kết – Lượt đi
| Số thứ tự trận | Đội nhà                | Tỉ số | Đội khách       |
| -------------- | ---------------------- | ----- | --------------- |
| 1              | Cardiff City           | 2–1   | Caernarfon Town |
| 2              | Kidderminster Harriers | 1–2   | Wrexham         |

## Bán kết – Lượt về
| Số thứ tự trận | Đội nhà         | Tỉ số | Đội khách              |
| -------------- | --------------- | ----- | ---------------------- |
| 1              | Caernarfon Town | 0–1   | Cardiff City           |
| 2              | Wrexham         | 3–2   | Kidderminster Harriers |

## Chung kết
| Cardiff City      | 2–0 | Wrexham |
| ----------------- | --- | ------- |
| Gilligan · Curtis |     |         |

| Cardiff City | Wrexham |